# Bleed American
Bleed American es el cuarto álbum de estudio de la banda estadounidense de rock alternativo Jimmy Eat World. Fue lanzado el 24 de julio de 2001 mediante DreamWorks Records, siendo el primero que lanzó la banda tras firmar meses antes con dicho sello discográfico. El título del álbum fue renombrado Jimmy Eat World tras los atentados del 11 de septiembre en Nueva York.
El álbum fue grabado en 2000 junto al productor Mark Trombino en Los Ángeles. El estilo musical fue más directo y accesible que su predecesor, Clarity, lanzado en 1999 y que logró un gran éxito entre la crítica. De Bleed American se extrajeron cuatro sencillos: "Bleed American", "The Middle", "Sweetness" y "A Praise Chorus"; y todos ellos lograron entrar en los veinte primeros puestos de las listas estadounidenses. El más exitoso fue "The Middle", que fue número uno en las listas Modern Rock Tracks. Finalmente, Bleed American logró el disco de platino en los Estados Unidos tras vender más de un millón de copias.
El 29 de abril de 2008 Geffen Records lanzó al mercado una edición de lujo que contenía el disco original y otro extra con varias caras B, versiones acústicas, canciones en directo, demos y canciones inéditas. El título original, Bleed American, fue restaurado.

## Antecedentes
Jimmy Eat World lanzó en 1999 su tercer álbum de estudio, Clarity, a través de Capitol Records. Sin embargo, y pese a la aclamación crítica, las ventas no fueron las esperadas por el sello, que sufrió una reorganización interna en la dirección y terminó dando por finalizada su relación con la banda de Arizona en agosto de 1999. En ese momento, Jimmy Eat World distribuyó de manera independiente sus propios álbumes en Europa, donde se marcharon de gira. Jim Adkins, cantante y guitarrista de la agrupación, aseguró, con respecto a Capitol, que "es frustrante y desmoralizador ver que estás trabajando duro, cuando sales a tocar fuera de tu país y tu discográfica no te ayuda absolutamente en nada. No querían ayudar de ninguna forma a que estuviésemos en Europa, así que todo lo que hicieron fue comprarnos una vieja camioneta y nosotros tuvimos que encargarnos de todo por nuestra cuenta". El batería Zach Lind dijo que "nuestra situación con Capitol es que ya no estamos con ellos y nos alegramos. Capitol era buena en algunos aspectos, pero mala en muchos otros. Nadie trabajaba demasiado para promocionarnos y ese es el principal problema de los grandes sellos".
El 8 de agosto de 2000 lanzaron el recopilatorio Singles a través del sello independiente Big Wheel Recreation, que incluye caras B y canciones inéditas de la banda hasta ese momento. En ese mismo año volvieron a Europa de gira, donde Clarity estaba gozando de cierto éxito, especialmente en Alemania, y lanzaron un nuevo split, esta vez con la banda australiana Jebediah.

## Grabación

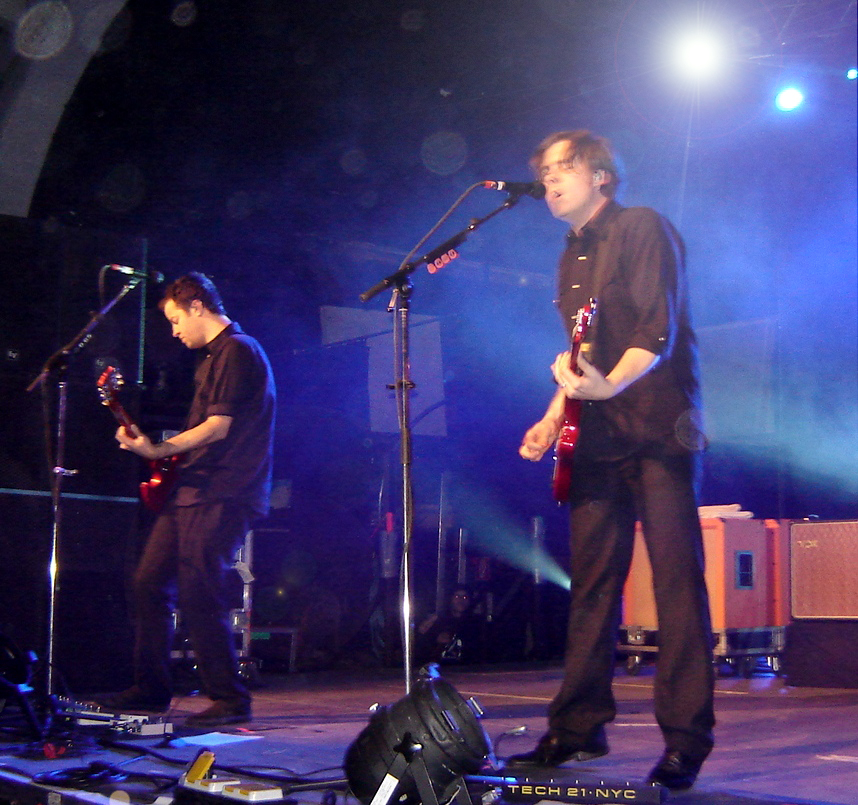
Tom Linton (izqda.) y Jim Adkins (dcha.), los principales compositores de Bleed American.

Las sesiones de grabación comenzaron poco después del lanzamiento de Singles, en agosto de 2000, y tuvieron lugar en Los Ángeles, California, en los estudios del productor Mark Trombino, quien ya había firmado los dos anteriores álbumes de estudio de Jimmy Eat World. La grabación de Bleed American fue autofinanciada por la banda gracias al dinero recaudado con Singles, la gira promocional del álbum y una gira por Europa, pese a que aun no contaban con un contrato discográfico. Sin embargo, el presupuesto aún no era suficiente y Trombino se ofreció a trabajar sin cobrar sus honorarios durante las sesiones de grabación. Adkins reconoció que "el apoyo de los fanes fue fundamental durante aquellos días. Al principio había algún sello interesado en Jimmy Eat World, pero pensamos que no era el momento adecuado para eso, así que decidimos que la mejor solución era grabar nuestro disco y completarlo nosotros mismos. Por suerte Mark se comportó de forma muy altruista a la hora de cobrar sus honorarios".
Algunas de las canciones que Jimmy Eat World incluyó en Bleed American ya habían sido grabadas e incluso lanzadas anteriormente, como una demo de "Sweetness", que fue lanzada como canción extra en Clarity; o "Cautioners", que apareció en la versión británica del recopilatorio Singles. Para el nuevo álbum, la banda incluyó canciones sosegadas como las que hicieron célebre Clarity, pero lo más novedoso fue un repertorio más directo, accesible y agresivo que se diferenció de su predecesor. Como manifestó el propio Adkins: "Queríamos que los temas fuesen más simples, que no tuviesen ese tono triste que tenían antes, queríamos hacer canciones directas y que fuesen al grano. Debería decirte que la situación en la que estábamos cuando empezamos a componer los temas ha tenido que ver con que hayan acabado siendo así, principalmente porque no puedes escapar de lo que te rodea, de las experiencias que estás viviendo cuando compones".
Sin embargo, las diferencias estilísticas entre Clarity o Bleed American no se debieron a ningún acontecimiento en particular, ya que algunas canciones de Bleed American ya habían sido ensayadas durante las sesiones de grabación de Clarity, como reconoció el propio Adkins: "Cuando estábamos acabando Clarity nos pasábamos la noche mezclando en el estudio y, durante los tiempos muertos, componíamos temas de rock muy cortos y directos, pero decidimos que era demasiado tarde para poderlos incluir en aquel álbum. Seguimos trabajando en ellas y, como estaban por ahí, han acabado en este disco. Eso significa que en este disco hay canciones que salieron cuando Clarity y otras que apenas existían tres semanas antes de empezar a grabar".
La banda contó con la colaboración de artistas invitados que pusieron su voz en los coros. Davey von Bohlen, cantante y guitarrista de The Promise Ring, fue uno de los coristas en "A Praise Chorus" y Rachel Haden, de That Dog, prestó su voz en "Hear You Me", "If You Don't, Don't", "Cautioners" y "My Sundown". El álbum fue grabado en los estudios californianos de Cherokee, Los Ángeles y en Harddrive, North Hollywood. Las mezclas fueron realizadas en Extasy Recording Studio South, también en Los Ángeles.

## Letras y música
La composición lírica de Bleed American también se mantuvo distante con respecto a la que ofrecieron dos años antes en Clarity, siendo en esta ocasión más optimistas. Mark Vanderhoff, de Allmusic, dijo que en el nuevo álbum "no hay canciones de 16 minutos, sólo rock & roll directo interpretado con energía punk e inteligencia alt-rock".
La banda hace referencia a varias bandas, álbumes y canciones en las letras de las composiciones de Bleed American. "A Praise Chorus", uno de los sencillos extraídos del álbum, contiene partes de canciones como "Crimson and Clover" de Tommy James and the Shondells, "Our House" de Madness, "Kickstart My Heart" de Mötley Crüe o "Don't Let's Start" de They Might Be Giants, entre otros.
"The Middle", el primer sencillo del álbum, incluye un riff que, según Adkins, "es un tributo a Doug Gillard de Guided by Voices" y las letras hablan sobre la autoaceptación de uno mismo. A su vez, "Sweetness" fue una de las canciones en las que Adkins tuvo más dudas debido a su estribillo cantado a modo de himno: "Es una melodía ridícula. Simplemente tenía esta melodía en la cabeza y la probaba, cantaba y estaba pasando un mal rato con ella. Casi no se la mostré a la banda porque pensaba para mí, 'No puedo simplemente no decir nada. No puedo simplemente usar todos estos tipos de whoas sin sentido para una canción'".
Por su parte, "The Authority Song" incluye los coros de Haden y las letras de la canción hacen referencia al sencillo "Authority Song" de John Mellencamp. También se cita en esta canción el álbum Automatic de The Jesus and Mary Chain (The DJ never has it, JMC Automatic; el dj nunca lo tiene, el Automatic de JMC) y la canción de The Beatles "What Goes On".

## Lanzamiento y acogida
Al poco tiempo de comenzar las sesiones de grabación de Bleed American, la banda conoció a un responsable del A&R de DreamWorks Records que les ofreció su ayuda. La banda lo consideró, pero no fue hasta un año después cuando volvieron a contactar con él para presentarle el material que habían grabado y el sello decidió ficharlos. DreamWorks Records lanzó Bleed American el 24 de julio de 2001, pero tuvieron que renombrar el álbum a Jimmy Eat World tras los atentados del 11 de septiembre. El primer sencillo, "Bleed American", también tuvo que ser renombrado a "Salt Sweat Sugar" por el mismo motivo. La portada, una fotografía de William Eggleston, no sufrió modificación alguna.
El álbum se convirtió en un gran éxito de ventas y en sus primeros cuatro meses en el mercado logró vender 173 000 copias, lo que convertía a Bleed American en el álbum más exitoso de la banda hasta ese momento. Lind aseguró que "las ventas son, sin duda, importantes, porque refleja el aumento de nuestros seguidores". En abril de 2002 las ventas del álbum eran cercanas al medio millón de copias. Bleed American alcanzó el 54.º puesto en el Billboard 200 el 11 de agosto de 2001 y se mantuvo durante once semanas en la lista estadounidense. "The Middle" fue el sencillo más exitoso del álbum y logró el número uno de la lista Modern Rock Tracks y el número cinco de Billboard Hot 100. "Sweetness" logró alcanzar el segundo puesto de Modern Rock Tracks, "A Praise Chorus" el puesto 16 y "Bleed American" el 18º lugar de esa misma lista. De esta manera, la banda logró incluir sus cuatro sencillos en los veinte primeros puestos de las listas estadounidenses.
Mark Vanderhoff, de Allmusic, aseguró que el álbum era el más "consistente y accesible hasta la fecha" y la composición lírica era "irresistible" acompañado de "melodías dementemente pegadizas". El crítico destacó las numerosas referencias a otras bandas en las letras de las canciones, lo que, según Vanderhoff, "revela que, aunque Jimmy Eat World es una banda aclamada por la crítica y con mucho talento, sus miembros son verdaderos amantes del rock. Si mantienen ese nivel de calidad, no se extrañen que la próxima generación de roqueros ambiciosos comiencen a escribir canciones en tributo a Jimmy Eat World". Además, destacó la instrumentación empleada en el álbum y la participación de Rachel Haden en los coros.
Barry Walters, de Rolling Stone también hizo una crítica favorable del álbum, destacando que "The Middle" es "una gran canción de verano que realmente suena a verano" y que Jimmy Eat World es una banda con una "pasión positiva, armada con un álbum lleno de gloriosos éxitos potenciales", entre los que citó a "Bleed American" y "Sweetness". El crítico finalizó asegurando que la banda mantiene "el elemento esencial del emo: la emotividad" y detectó el lado pop del álbum con "If You Don't, Don't". De hecho, Rolling Stone colocó a Bleed American en octavo puesto de su lista de los 40 mejores álbumes emo de la historia.
El crítico Mike Stagno, de Sputnikmusic, también ofreció una revisión positiva del álbum y reconoció que "cuando escuché el cuarto álbum de Jimmy Eat World por primera vez no esperé más que otro álbum de rock mainstream del montón. Lo que me encontré fue algo agradable, un álbum de rock mainstream pegadizo. Al combinar el rock alternativo con influencias pegadizas pop, Jimmy Eat World emplea una poderosa composición lírica, voces emotivas e interludios que les conducen a hacerse un hueco en la escena musical". Ryan Schreiber, de Pitchfork, continuó la tendencia positiva y destacó, especialmente, la conexión entre las letras y su público: "Lo mejor de Bleed American es que todas las canciones te las cantan directamente a ti. Estos tipos no se andan por las ramas con historias o hablando en tercera persona". El crítico se mostró especialmente entusiasmado con "A Praise Chorus" y "Hear You Me".
Jeremy Hart, de PopMatters, se mostró más neutral en su crítica a Bleed American. Consideró que el álbum estaba "plagado de señales emo estereotipadas". En cuanto a la lírica, "continúan examinando los mismos temas con los que tuvieron éxito en el pasado, especialmente la naturaleza de la cultura moderna". Sin embargo, concluyó diciendo que el sonido del álbum "es optimista y seguro de sí mismo" y para ello cita las letras de la canción que cierra el álbum, "My Sundown".
Bleed American consiguió el disco de platino en Estados Unidos por la RIAA y vendió alrededor de 1,3 millones de copias. El éxito del álbum permitió a la banda de Arizona permanecer dos años de gira promocionando Bleed American.

## Lista de canciones
Todas las canciones escritas y compuestas por Jimmy Eat World, excepto partes de "A Praise Chorus". 
| N.º   | Título                                                                           | Duración |  |
| 1.    | «Bleed American» (renombrada "Salt Sweat Sugar" en el lanzamiento autotitulado)) | 3:02     |  |
| 2.    | «A Praise Chorus»                                                                | 4:03     |  |
| 3.    | «The Middle»                                                                     | 2:46     |  |
| 4.    | «Your House»                                                                     | 4:46     |  |
| 5.    | «Sweetness»                                                                      | 3:40     |  |
| 6.    | «Hear You Me»                                                                    | 4:45     |  |
| 7.    | «If You Don't, Don't»                                                            | 4:33     |  |
| 8.    | «Get It Faster»                                                                  | 4:22     |  |
| 9.    | «Cautioners»                                                                     | 5:21     |  |
| 10.   | «The Authority Song»                                                             | 3:38     |  |
| 11.   | «My Sundown»                                                                     | 5:40     |  |
| 46:38 |                                                                                  |          |  |

| Canción extra en edición japonesa |                       |          |  |
| N.º                               | Título                | Duración |  |
| 12.                               | «(Splash) Turn Twist» | 4:09     |  |

| Canciones extra en edición "de lujo" |                                                               |          |  |
| N.º                                  | Título                                                        | Duración |  |
| 12.                                  | «The Most Beautiful Things» (de Good to Go / Jebediah split)  |          |  |
| 13.                                  | «No Sensitivity» (del sencillo "The Middle" / Jebediah split) |          |  |
| 14.                                  | «(Splash) Turn Twist» (de The Middle EP / Firestarter)        |          |  |

| Disco extra de la edición "de lujo" |                                                                               |          |  |
| N.º                                 | Título                                                                        | Duración |  |
| 1.                                  | «Cautioners» (demo de Good to Go / Jebediah split)                            |          |  |
| 2.                                  | «Firestarter» (de Firestarter)                                                |          |  |
| 3.                                  | «Get It Faster» (versión AOL, inédita)                                        |          |  |
| 4.                                  | «Bleed American» (en directo, de la edición australiana de "A Praise Chorus") |          |  |
| 5.                                  | «A Praise Chorus» (en directo, de Good to Go)                                 |          |  |
| 6.                                  | «Softer» (en directo, de Good to Go)                                          |          |  |
| 7.                                  | «The Middle» (acústico, de la edición australiana de "A Praise Chorus")       |          |  |
| 8.                                  | «If You Don't, Don't» (versión XFM, de la edición británica de "The Middle")  |          |  |
| 9.                                  | «Game of Pricks» (de la edición británica de "The Middle" / Good to Go)       |          |  |
| 10.                                 | «The Authority Song» (demo, de la edición alemana de "The Middle")            |          |  |
| 11.                                 | «My Sundown» (del DVD Believe in What You Want)                               |          |  |
| 12.                                 | «Sweetness» (en directo, inédita)                                             |          |  |
| 13.                                 | «Last Christmas» (de Last Christmas)                                          |          |  |
| 14.                                 | «My Sundown» (demo, de la edición alemana de "The Middle")                    |          |  |
| 15.                                 | «Spangle» (de Good to Go / Singles)                                           |          |  |
| 16.                                 | «Hear You Me» (de Believe in What You Want)                                   |          |  |
| 17.                                 | «The Middle» (demo, de la edición alemana de "The Middle")                    |          |  |
| 18.                                 | «Your House 2007» (inédita)                                                   |          |  |

## Edición especial
El 29 de abril de 2008, Geffen Records lanzó una edición especial "de lujo" de dos discos de Bleed American —DreamWorks fue adquirida por Universal Music Group que, a su vez, posee Geffen— que incluía canciones que nunca aparecieron en álbumes de estudio y versiones acústicas. El álbum, que recuperó su denominación original, Bleed American, contiene dos discos: el primer CD, el original lanzado en 2001, y un segundo CD en el que aparecen "No Sensitivity", "Softer", "The Most Beautiful Things", "Sprangle", "(Splash) Turn Twist", "Last Christmas"/"Firestarter" y "Game of Pricks" (una versión de Guided by Voices), la mayoría de ellas canciones de entre los años 2001 y 2002 que fueron incluidas anteriormente en diversos EP o en ediciones internacionales de álbumes de estudio, pero que nunca tuvieron sitio en éstos o en recopilatorios. También se incluyó "Your House 2007", una nueva versión de la canción "Your House" que apareció en el álbum original de 2001. El resto de las canciones que conformaron el segundo disco son canciones en directo, caras B o demos inéditas.

## Listas de éxitos
| Lista                             | Máxima posición |
| --------------------------------- | --------------- |
| ARIA Australia                    | 54              |
| UK Album Chart                    | 62              |
| U.S Billboard 200                 | 54              |
| U.S Billboard Top Internet Albums | 24              |
| U.S Billboard Modern Rock Tracks  | 1               |

## Créditos
A continuación se muestran los músicos y profesionales técnicos que trabajaron en la grabación y producción de Bleed American:
Jimmy Eat World
- Jim Adkins - vocalista, guitarra
- Tom Linton - vocalista, guitarra
- Rick Burch - bajo
- Zach Lind - batería

Personal adicional
- Davey von Bohlen – voces adicionales en "A Praise Chorus".
- William Eggleston – fotografía de la portada.
- Rachel Haden – voces adicionales en "Hear You Me", "If You Don't, Don't", "Cautioners", "The Authority Song" y "My Sundown".
- Travis Keller – "palmas" en "The Authority Song".
- Jeff Kleinsmith y Jim Adkins – dirección artística.
- Jeff Kleinsmith y Jesse LeDoux – diseño del álbum.
- Luke Wood y Loren Israel – A&R.
- Bob Ludwig – masterización.
- Doug Messenger – "palmas" en "The Authority Song".
- Ariel Rechtshaid – voces adicionales en "If You Don't, Don't".
- Justin Smith – ingeniero de sonido asistente.
- Mark Trombino – producción, ingeniero de sonido, mezclas, programador, percusión en "Your House".
- Christopher Wray-McCann – fotografía.